# MAN 890 SG
Le MAN 890 SG est un autobus articulé construit par MAN et Göppel Bus de 1970 à 1972 (890 SG) et de 1972 à 1980 (SG 192).

## Histoire
Le MAN 890 SG est conçu au moment du développement de l'Autobus standard VöV (en), cependant il s'agit d'une évolution de son prédécesseur, le MAN 890 UG-M16 avec un moteur au sol et une remorque construite par Göppel Bus.
La désignation des modèles est modifiée en 1972 et le MAN 890 SG devient le MAN SG 192.
Le MAN SG 192 est disponible en différentes longueurs (16,400 m ou 18,000 m avec différentes portes possibles.
En 1978, le MAN SG 220 remplace le MAN SG 192 et la production s'arrête en 1980.

## Version trolleybus
La version trolleybus du 890 SG a été développée en 1974 mais à seulement deux exemplaires. La partie électrique est développée par Kiepe Elektrik. La ville de Kaiserslautern reçoit les deux véhicules (n°122 et 123) et les utilise sur son réseau avant de les mettre au rebut.

## Caractéristiques techniques[1]
Cet autobus possède 51 ou 53 places assises.
- Longueur             = 16,400 m
- Largeur              = 2,500 m
- Hauteur              = 3,010 m
- Poids à vide         = 23,000 t
- Puissance            = 192 ch